# Palazzo dei Granili

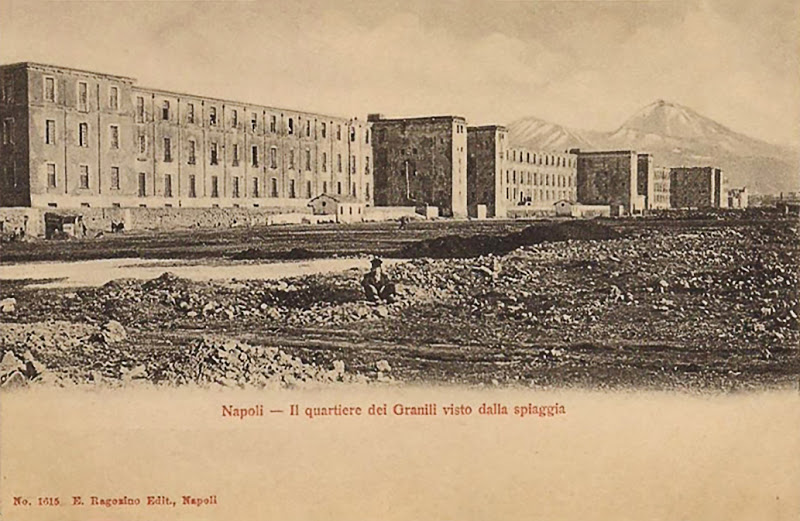
Palazzo dei Granili und Umgebung in Neapel vom Strand aus

Der Palazzo dei Granili war ein Palast aus dem 18. Jahrhundert im Viertel Zona Industriale in Neapel in der italienischen Region Kampanien. Er lag in der Via Reggia di Portici.

## Geschichte und Beschreibung
Das Gebäude wurde ab 1779 unter der Leitung von Ferdinando Fuga als Getreide- und Lebensmittellager geplant und wie sein Real Albergo dei Poveri realisierte der toskanische Architekt es in gewaltigen Dimensionen entlang der Küstenlinie. In jeder Beziehung war es bemerkenswert: 560 Meter lang, mehr als 30 Meter hoch; die Anzahl und die Breite der Fenster (87 pro Stockwerk) und Räume und die Länge der Korridore war beeindruckend.
Seine Fassade, einfach und aus wenigen Elementen bestehend, in dunkelrot, war in vier Geschosse (drei oberirdische Stockwerke und ein Keller) geteilt; darüber erhoben sich große toskanische Pilaster. Ganz oben nannte ein Epigraph zwischen zwei Medaillons aus Marmor das Datum des Baubeginns, das 20. Jahr der Regierungszeit Ferdinand IV. Die Tatsache, dass es erstmalig auf der Karte von Rizzi Zannoni auftaucht, lässt und glauben, das es Anfang 1790 fertiggestellt wurde, in dem Jahr, in dem die topographische Karte herausgegeben wurde.
Der Palazzo dei Granili gilt als einer der Vorläufer moderner Industriearchitektur und zeigte nicht die typischen Charakteristiken des Stils von Fuga, sodass er als am wenigsten gelungenes Projekt des Architekten gilt.
Unglücklich war auch seine Geschichte: Bereits kurze Zeit nach seiner Errichtung schien der Palast zu groß um für einen einzigen Zweck genutzt zu werden, was zudem als unproduktiv angesehen wurde, denn nur wenige nutzten die unzähligen, riesigen Räume zur Aufbewahrung ihrer Waren.
Es zogen Artilleriearsenale und eine Seilfabrik ein. Später diente der Palast als Gefängnis für die Unterstützer der parthenopäischen Republik; während der Choleraepidemie in den Jahren 1836 und 1837 wurde er als Krankenhaus für die Siechenden genutzt. Er wurde auch als bequemer Anlegeplatz für Boote angesehen, da er Zugang zum Meer hatte.

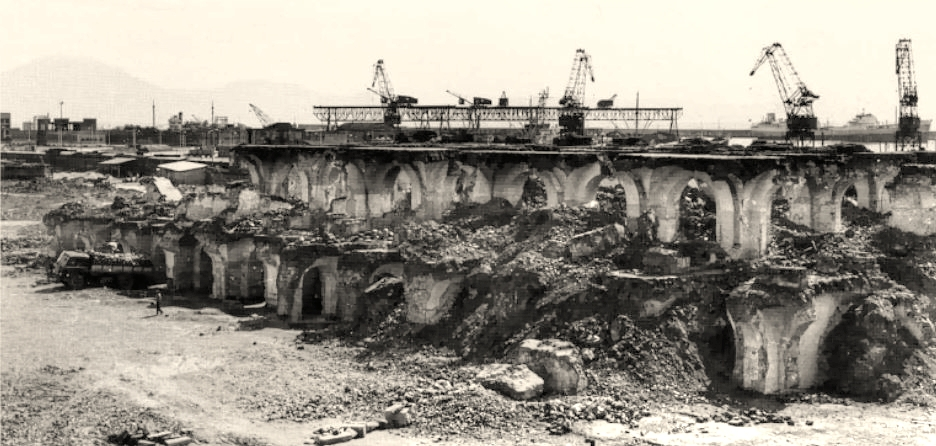
Der Abriss des Palazzo dei Granili 1953

Per Dekret Nr. 270 vom 28. Januar 1809 legte Joachim Murat fest, dass der Palazzo dei Granili als Unterkunft für die Truppen dienen sollte, die durch die Stadt zogen, aber erst 1846 wurde er zu einer Infanterie- und Kavalleriekaserne umgebaut; daher wurde er in der Kartographie des 19. Jahrhunderts als „Gran quartiere dei Granili“ bezeichnet, eine Funktion, die er trotz der Versuche, ihn aus der militärischen Nutzung zu nehmen und ihn seinem originalen Zweck als Lager wieder zuzuführen, bis zum Zweiten Weltkrieg behielt, mit der kleinen Variante für die Hafengeschäfte. 1851 stürzte ein Teil des Gebäudes ein und verursachte so mehrere Todesfälle, weshalb man 1852 seine Struktur mit fünf Vorbauten verstärkte, die die Linearität der Fassade und der Rückseite zum Meer hin durchbrachen.
1856 wurde vor dem Palazzo dei Granili mit dem Bau einer Kirche begonnen, die dem Heiligen Raimund Nonnatus geweiht werden sollte, damit auch die Soldaten an den heiligen Messen teilnehmen konnten. Sie wurde von ‚‘Roberto Pane‘‘ als unvollendet definiert und in den 1970er-Jahren abgerissen, da sie seit Urzeiten eine Ruine war. Rechts davon erhob sich die Opificio Zino & Henry (ein Eisenbahnreparaturwerk), die bis in die Nachkriegszeit betrieben und dann geschlossen und abgerissen wurde.
An den Militärkomplex angeschlossen war auch die sogenannte „Casina cinese“, ein Gebäude links des Palazzo dei Granili, das (mit Vorsicht) auch Fuga zugeschrieben wird; es wurde gleichzeitig mit dem Palazzo dei Granili im chinesischen Stil erbaut, der damals so in Mode war, mit vielen Pagodendächern. Bereits 1815 wurde es für militärische Nutzung umgebaut und 1838 in Stallungen für infizierte Pferde umgewandelt. 1849 diente es als Lebensmittellager für die Truppen, die nach Sizilien geschickt werden sollten, um die Mitte des 19. Jahrhunderts ist bekannt, dass dort höhere Offiziere wohnen sollten, wenn die Truppen ausreichend zahlreich sein sollten. Genau am Palazzo dei Granili hielt Kriegsminister Coriolano Ponza di San Martino eine wichtige Rede über die Militärpolitik des Kabinetts Saracco an die Offiziere des Corpo di spedizione italiano in Cina, als dieses abreiste, um an der Niederschlagung des Boxeraufstandes teilzunehmen.
Bei den Bombardements im Jahre 1943 wurde das Gebäude ernsthaft beschädigt, aber nicht so sehr, dass es die sehr vielen Familien, die ihre Häuser verloren hatten, davon hätte abhalten können, dort einzuziehen. Anna Maria Ortese erzählt in ihrem Buch Il mare non bagna Napoli über die letzte Nutzung der „Granili“: Die als Zuflucht für die Obdachlosen der Stadt in einem teilweise eingestürzten Gebäude voller Risse und allgemein in deutlichem Verfall, auch wenn die Struktur bis zum Abriss im Jahre 1953, zusammen mit der „Casina cinese“, ziemlich unverändert geblieben war.
Obwohl das Schicksal des Palazzo dei Granili im September 1946 durch ein Ministerialdekret über den Neubebauung der städtischen Meeresfront bereits besiegelt war, begannen das Genio Civile und das Provveditorato alle Opere Pubbliche erst im November 1953 mit dem Abriss. Die Familien, die noch dort wohnten, wurden in neue Mietshäuser verlegt, die in diesen Jahren am Stadtrand gebaut wurden.
Heute ist das Gelände des ehemaligen Palazzo dei Granili mit Hafenanlagen belegt und insbesondere mit einer internen Straße, die den Hafen mit der Autobahn verbindet.